# 鈴木H族引擎
鈴木H族引擎是1990年代日本鈴木公司開發製造的往復式汽油引擎，共通設計為V型六缸、DOHC、24汽門、多點燃油噴射（multi-point fuel injection）的結構。H20A型引擎曾和馬自達汽車共同合作研發，故姊妹品乃馬自達KF型引擎。

## H20A型
H20A型的排氣量是1,998c.c.，缸徑78.0mm、衝程69.7mm，壓縮比為9.5：1或9.7：1，可輸出：
- 最大馬力140ps / 6,500rpm、最大扭力18.0kgf-m / 4,000rpm。
- 最大馬力145ps / 6,500rpm、最大扭力18.7kgf-m / 4,000rpm。

車型：
1. 1994年-1997年：第一代鈴木Escudo
2. 1995年-1997年：第一代馬自達Proceed Levante

## H25A型
H25A型的排氣量為2,493c.c.，缸徑84.0mm、衝程75.0mm，壓縮比9.5：1，可輸出最大馬力160ps / 6,500rpm、最大扭力22.5kgf-m / 3,500rpm。比較特殊的是，美國泰坦飛機公司所製造、仿製P-51戰鬥機3/4大小的泰坦T-51野馬式飛機亦可選配此具引擎車型：
1. 1995年-1999年：第一、二代馬自達Proceed Levante
2. 1996年-1997年：第一代鈴木Escudo（澳洲除外）
3. 1997年-2005年：第二代鈴木Escudo
4. 1998年-2006年：鈴木Grand Vitara XL-7（印尼）
5. 2001年-2004年：雪佛蘭Tracker（英语：Chevrolet Tracker）

## H27A型

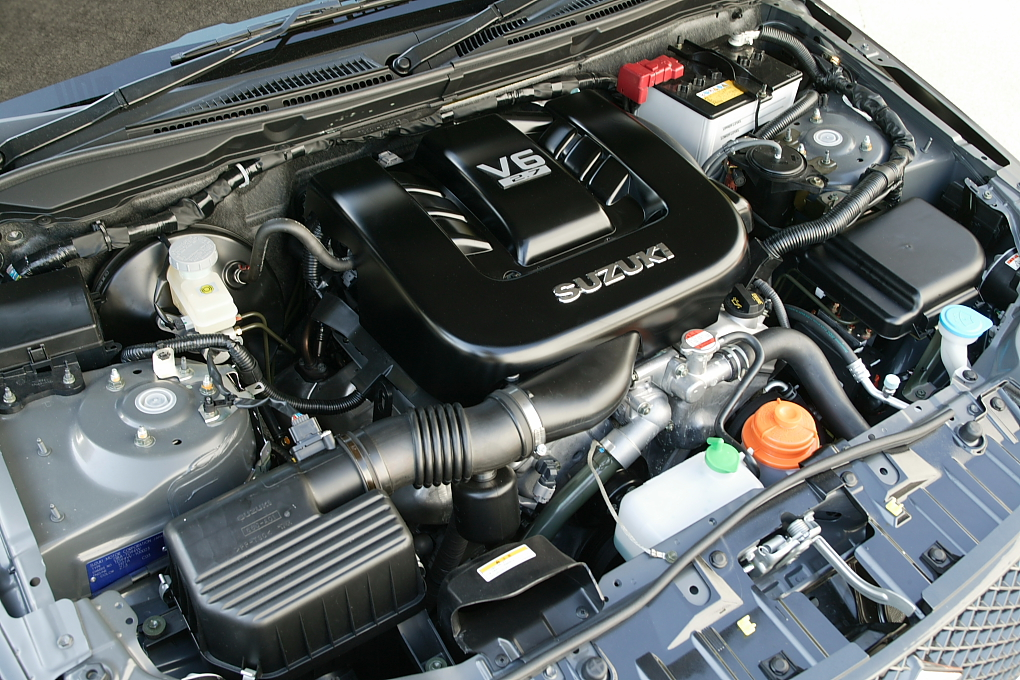
第三代Escudo上的H27A型引擎

此具H27A型的排氣量為2,736c.c.，缸徑88.0mm、衝程75.0mm，壓縮比9.5：1，依不同的調校程度可輸出：
- 最大馬力177ps / 6,000rpm、最大扭力24.7kgf-m / 4,000rpm。
- 最大馬力184ps / 6,000rpm、最大扭力25.5kgf-m / 4,500rpm。

比較特殊的是，美國泰坦飛機公司所製造、仿製P-51戰鬥機3/4大小的泰坦T-51野馬式飛機亦可選配此具引擎車型：
1. 1998年-2006年：鈴木Grand Vitara XL-7
2. 2005年迄今：第三代鈴木Escudo

## 內部連結
- 鈴木引擎列表

## 外部連結
- （日語）スズキ：H27A型エンジン